# Spitzkofel
Spitzkofel är ett berg i Österrike.   Det ligger i distriktet Lienz och förbundslandet Tyrolen, i den centrala delen av landet, 300 km sydväst om huvudstaden Wien. Toppen på Spitzkofel är 2 717 meter över havet, eller 825 meter över den omgivande terrängen. Bredden vid basen är 5,8 km. Spitzkofel ingår i Lienzer Dolomiten.
Terrängen runt Spitzkofel är huvudsakligen mycket bergig. Närmaste större samhälle är Lienz, 6,5 km norr om Spitzkofel. 
Trakten runt Spitzkofel består i huvudsak av gräsmarker. Runt Spitzkofel är det ganska glesbefolkat, med 24 invånare per kvadratkilometer.